# Tom Archia
Tom Archia (1919-1977), de son vrai nom Ernest Alvin Archia, est un saxophoniste de rhythm and blues américain, né à Groveton, au Texas et décédé à Houston.

## Carrière
Tom Archia naît de parents enseignants qui peu après sa naissance, déménagent à Houston. Au lycée, il est membre de l'orchestre scolaire, aux côtés d'Arnett Cobb, Calvin Boze et des frères Jacquet, Illinois et Russell. En 1940, il est dans le principal orchestre de swing de Houston, celui de Milt Larkin, dont font aussi partie ses camarades Cobb et Illinois Jacquet, ainsi que Wild Bill Davis et Eddie Vinson.
En 1943, Tom Archia s'installe à Chicago où est venu jouer l'orchestre. Il enregistre ses premières faces pour l'ensemble de Roy Eldridge. À Los Angeles, en 1945, il est dans le groupe d'Howard McGhee et participe à des sessions d'enregistrement.
Il est surtout un élément essentiel du label chicagoan Aristocrat Records. Il enregistre des titres sous son nom, et est présent comme saxophoniste sur la plupart des 78 tours du label. Comme beaucoup d'artistes d'Aristocrat, il n'est pas conservé quand la maison de disques devient Chess Records. Il travaille également comme musicien de studio pour King Records.
Vers 1966, il est de retour à Houston, où il finit sa vie.

## Discographie

### Compilations
- Tom Archia, 1947-1948 (Classics rhythm and blues series)